# Little Voice (Sara Bareilles)
Little Voice  è il secondo album in studio della cantante statunitense Sara Bareilles, pubblicato il 3 luglio 2007 dalla Epic Records.

## Tracce
Testi e musiche di Sara Bareilles, eccetto dove indicato.
1. Love Song – 4:18
2. Vegas – 4:07
3. Bottle It Up – 3:00
4. One Sweet Love – 4:20
5. Come Round Soon – 3:33
6. Morningside – 3:58
7. Between the Lines – 4:34
8. Love on the Rocks – 4:13 (Sara Bareilles, Javier Dunn)
9. City – 4:33
10. Many the Miles – 5:11
11. Fairytale – 3:14
12. Gravity – 3:52

## Classifiche
| Classifica (2008) | Posizione massima |
| ----------------- | ----------------- |
| Australia         | 49                |
| Austria           | 46                |
| Belgio (Fiandre)  | 43                |
| Belgio (Vallonia) | 43                |
| Francia           | 87                |
| Germania          | 52                |
| Italia            | 45                |
| Nuova Zelanda     | 26                |
| Paesi Bassi       | 31                |
| Regno Unito       | 9                 |
| Stati Uniti       | 7                 |
| Svizzera          | 34                |